# Magdalena Neuner

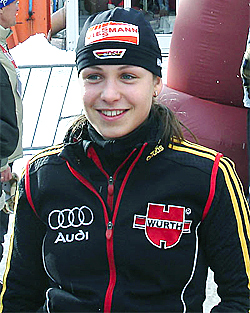
Magdalena Neuner

Magdalena Neuner, född 9 februari 1987 i Garmisch-Partenkirchen, Västtyskland, är en tysk före detta skidskytt. 

## Bakgrund
Magdalena Neuner började som åttaåring träna längdskidåkning i Wallgau Ski Club. Senare blev hon nyfiken på skidskytte, hon tyckte att det verkade häftigt att både få skjuta och åka skidor. Hennes första skidskyttetränare hette Anne-Lise Holtzer. Men efter bara något år fick Neuner chansen att få träna med Behrnard Kröll, från Mittenwald, och de två har sedan dess hållit ihop.
Här träffade hon Martina Beck för första gången och den sju år äldre Martina blev en viktig förebild och mentor för Neuner de tidiga åren. Hon har sedan dess varit fullt fokuserad på att bli proffs.

## Karriär
Magdalena Neuner var professionell skidskytt anställd av tyska tullen, "Zoll ski team" sedan 2003. Hon har titeln "Zollhauptwachtmeisterin", hon får lön och framför allt kan hon räkna med en pension när karriären är över. Varje vår rycker Neuner in i tyska tullverkets tjänst och hon förväntas deltaga i diverse aktiviteter som främjar både tullen och skidskyttesporten.
Magdalena Neuner är en av världens mest framgångsrika kvinnliga skidskyttar - hon har tagit 7 guld och 4 silver i junior-VM. Hon debuterade i världscupen 2006/2007, och hon tog 7 världscupsegrar sin första säsong. Senare samma år vid VM i Antholz tog hon sina två första VM-guld i sina två första VM-lopp. Det blev till slut 3 guldmedaljer då hon även ingick i Tysklands stafettlag.
Vid VM i Östersund 2008 vann hon 3 guldmedaljer och hade då sammanlagt 6 VM-guld, lika många som Magdalena Forsberg. Hon vann även den totala världscupen 2007/2008 som 21-åring. 
Magdalena Neuner utsågs till Årets idrottskvinna i Tyskland 2007 och hon har utsetts till Bayerns bästa kvinnliga vinteridrottare (Winterstar) 2006, 2007, 2008. Hon och hela det tyska skidskyttelandslaget (DSV) sponsras av Roeckl, världsledande på skidhandskar där hon har en egen skidhandske uppkallad efter henne.
Vid de Olympiska vinterspelen 2010 i Vancouver tog Neuner först ett silver på sprinten, slagen av slovakiskan Anastasija Kuzmina med 1,5 sekunder. Neuner vann sedan guld på den efterföljande jaktstarten och senare även guld i masstarten, och med det blev Magdalena Neuner OS-drottning efter att ha vunnit två guld och ett silver. Dessutom vann hon den totala världscupen samma säsong (2009/2010).
Den 6 december 2011 meddelade Neuner på sin webbplats att hon slutar med skidskytte efter säsongen 2011/2012 för "ett normalt liv".

## Meriter

### Junior-VM
- 2004 
  - Sprint - guld
  - Stafett - guld
  - Jaktstart - silver
- 2005
  - Sprint - guld
  - Jaktstart - silver
  - Stafett - silver
- 2006
  - Jaktstart - guld
  - Stafett - guld
  - Sprint - silver
- 2008
  - Sprint - guld
  - Jaktstart - guld

### VM
- 2007 
  - Sprint - guld
  - Jaktstart - guld
  - Stafett - guld
- 2008
  - Mixstafett - guld
  - Masstart - guld
  - Stafett - guld
- 2009
  - Stafett - silver
- 2010
  - Mixstafett - guld
- 2011
  - Mixstafett - silver
  - Sprint - guld
  - Jaktstart - silver
  - Masstart - guld
  - Stafett guld
- 2012
  - Mixstafett - brons
  - Sprint - guld
  - Jaktstart - silver
  - Stafett - guld

### OS
- 2010
  - Sprint - silver
  - Jaktstart - guld
  - Masstart - guld

### Världscupen
- Världscupen totalt
  - 2008: 1:a
  - 2010: 1:a
  - 2012: 1:a
- Världscupen, delcuper
  - 2008:
    - Sprint 1:a
    - Masstart 1:a

  - 2009:
    - Distans 1:a

  - 2010:
    - Jaktstart 1:a
    - Masstart 1:a

  - 2011:
    - Sprint 1:a

  - 2012:
    - Sprint 1:a
- Världscuptävlingar
  - 34 segrar (16 mars 2012)